# Guy Picquet du Boisguy
Guy Marie Alexandre Picquet du Boisguy, né le 21 octobre 1772 à Fougères et mort le 26 juillet 1795 à Landéan, est un militaire français et un officier chouan pendant les guerres de la Chouannerie. 

## Biographie
Guy Marie Alexandre Picquet du Boisguy naît le 21 octobre 1772 à Fougères. Il est le fils de Bonne Joséphine Françoise du Boislebon et d'Alexandre Marie Picquet du Boisguy, et le frère d'Aimé Picquet du Boisguy et de Louis Picquet du Boisguy.
Guy Picquet du Boisguy émigre  1793. En janvier 1795, il quitte l'Angleterre et rejoint les chouans de la division de Fougères, commandés par son frère, Aimé.
En avril 1795, ils se rendent tous deux à Rennes pour participer aux négociations de La Prévalaye. Ils refusent toutefois, les offres de Cormatin de signer le traité.
Après la reprise des hostilités en mai 1795, il participe à la bataille d'Argentré et au Combat de La Poterie, où il manque de peu d'être capturé par les républicains.
Guy Picquet du Boisguy est tué le 26 juillet 1795, lors de la première bataille du Rocher de La Piochais,,. D'après le récit de Pontbriand, il se devance presque tous ses hommes et rattrape un groupe d'une vingtaine de républicains en les sommant de se rendre, mais il s'embourbe dans un petit marais,. Des gardes territoriaux ouvrent alors le feu et l'atteignent de trois balles, avant de reprendre leur fuite,. Guy du Boisguy est ensuite transporté par ses hommes au village de La Cherbonnelais, à l'est du bourg de Landéan, où il succombe deux heures plus tard,. Son corps est secrètement enterré pendant la nuit au cimetière de Landéan,,.
Selon une déposition enregistrée le 28 juillet par les administrateurs de Fougères, Guy du Boisguy est tué par un garde territorial nommé Jorse,. En récompense, celui-ci reçoit une somme de 3 000 livres. 
Le district de Fougères, écrit cependant dans son rapport du 3 août que Guy du Boisguy a été tué par un garde territorial d'origine allemande nommé Zemmer,,,.